# Liveta Jasiūnaitė
Liveta Jasiūnaitė (Rokiškis, 26 luglio 1994) è una giavellottista lituana.

## Palmarès
| Anno | Manifestazione                           | Sede       | Evento                 | Risultato | Prestazione | Note                                     |
| ---- | ---------------------------------------- | ---------- | ---------------------- | --------- | ----------- | ---------------------------------------- |
| 2011 | Mondiali allievi                         | Lilla      | Lancio del giavellotto | 16ª (q)   | 46,32 m     |                                          |
| 2011 | Festival olimpico della gioventù europea | Trebisonda | Lancio del giavellotto | Argento   | 52,00 m     |                                          |
| 2012 | Mondiali juniores                        | Barcellona | Lancio del giavellotto | 8ª        | 53,00 m     |                                          |
| 2013 | Europei juniores                         | Rieti      | Lancio del giavellotto | 9ª        | 51,27 m     |                                          |
| 2015 | Europei U23                              | Tallinn    | Lancio del giavellotto | Bronzo    | 55,77 m     | Miglior prestazione personale stagionale |
| 2016 | Europei                                  | Amsterdam  | Lancio del giavellotto | 12ª       | 53,94 m     |                                          |
| 2017 | Mondiali                                 | Londra     | Lancio del giavellotto | 26ª (q)   | 55,80 m     |                                          |
| 2017 | Universiade                              | Taipei     | Lancio del giavellotto | 7ª        | 57,25 m     |                                          |
| 2018 | Europei                                  | Berlino    | Lancio del giavellotto | Bronzo    | 61,59 m     |                                          |
| 2019 | Universiadi                              | Napoli     | Lancio del giavellotto | Oro       | 60,36 m     |                                          |
| 2019 | Mondiali                                 | Doha       | Lancio del giavellotto | 23ª (q)   | 56,90 m     |                                          |
| 2021 | Giochi olimpici                          | Tokyo      | Lancio del giavellotto | 7ª        | 60,06 m     |                                          |
| 2022 | Mondiali                                 | Eugene     | Lancio del giavellotto | 10ª       | 58,97 m     |                                          |
| 2022 | Europei                                  | Monaco     | Lancio del giavellotto | 6ª        | 58,95 m     |                                          |
| 2023 | Mondiali                                 | Budapest   | Lancio del giavellotto | 14ª (q)   | 59,00 m     |                                          |
| 2024 | Europei                                  | Roma       | Lancio del giavellotto | 17ª (q)   | 55,85 m     | Miglior prestazione personale stagionale |
| 2024 | Giochi olimpici                          | Parigi     | Lancio del giavellotto | 25ª (q)   | 58,35 m     |                                          |